# كأس النخبة اللبناني
كأس النخبة اللبناني هو كأس لبناني سنوي لكرة القدم، تتنافس عليه الفرق الستة الأولى في دوري كرة القدم اللبناني السابق، تأسس الكأس في 1996 باسم كأس سوبر الدوري، وشارك في النسخة الأولى من الكأس أول خمسة أندية فائزة في الدوري وكأس الاتحاد اللبناني، ويعتبر نادي النجمة أنجح نادي في الكأس برصيد 11 لقب، يليه نادي العهد برصيد خمسة ألقاب.

## التاريخ
جرت المسابقة لأول مرة في عام 1996، وتنافس عليها الخمسة الأوائل في الدوري والفائزين بكأس الاتحاد اللبناني، حيث كان يعرف باسم «كأس سوبر الدوري»، وفي الموسم التالي عرف باسم «كأس السوبر» وتوسع ليشمل 6 من أفضل الفرق في الدوري.
من عام 1998 حتى عام 2002 كان يعرف باسم «كأس الوالي» وفي عام 2003 غير اسمه مرة أخرى إلى «كأس البرايم» لكنه كان يعرف محليًا باسم «كأس النخبة» والذي هو الاسم الحالي للمسابقة، وبسبب حرب لبنان 2006 لم تقم منافسة الكأس في عامي 2006 و2007.

## الشكل
تنقسم الفرق الستة الأولى المصنفة في الموسم السابق من الدوري اللبناني الممتاز إلى مجموعتين من ثلاث مجموعات. يتأهل الفريقان الأولان المصنفان في كل مجموعة إلى مراحل خروج المغلوب، حيث يتم التنازع على الدور نصف النهائي ذو الأرجل الواحدة. يلعب الفائزان من الجولة السابقة المباراة النهائية، حيث يتوج الفائز ببطولة المسابقة.
| الجولة          | أندية متبقية | أندية مشاركة | فائزين من الجولة السابقة | أندية جديدة                   |
| --------------- | ------------ | ------------ | ------------------------ | ----------------------------- |
| مرحلة المجموعات | 6            | 6            | لا شيء                   | 6 فرق الدوري اللبناني الممتاز |
| نصف النهائي     | 4            | 4            | 4                        | لا شيء                        |
| نهائي           | 2            | 2            | 2                        | لا شيء                        |

## الفائزين والنهائيات

### الفائزين حسب السنة
- 1996: نادي النجمة 1–0 نادي الأنصار
- 1997 [الإنجليزية]: نادي الأنصار 2–0 نادي النجمة
- 1998 [الإنجليزية]: نادي النجمة 2–1 نادي الأنصار
- 1999 [الإنجليزية]: نادي الهومنمن بيروت 2–1 شباب الساحل
- 2000 [الإنجليزية]: نادي الأنصار 1–0 التضامن صور
- 2001 [الإنجليزية]: نادي النجمة 3–3 (وقت إضافي؛ 5–3 ركلات جزاء ترجيحية) التضامن صور
- 2002 [الإنجليزية]: نادي النجمة 1–1 (وقت إضافي؛ 4–3 ركلات جزاء ترجيحية) نادي العهد
- 2003 [الإنجليزية]: نادي النجمة 2–1 نادي العهد
- 2004 [الإنجليزية]: نادي النجمة 1–1 (وقت إضافي؛ 6–5 ركلات جزاء ترجيحية) نادي العهد
- 2005 [الإنجليزية]: نادي النجمة 3–0 نادي الأنصار
- 2006: ألغي
- 2007: ألغي
- 2008: نادي العهد 3–1 نادي الأنصار
- كأس النخبة اللبناني 2009: نادي الصفاء 2–1 نادي العهد
- كأس النخبة اللبناني 2010: نادي العهد 0–0 (وقت إضافي؛ 4–3 ركلات جزاء ترجيحية) نادي الأنصار
- كأس النخبة اللبناني 2011: نادي العهد 4–2 نادي الصفاء
- كأس النخبة اللبناني 2012: نادي الصفاء 2–0 (وقت إضافي) نادي العهد
- كأس النخبة اللبناني 2013: نادي العهد 2–0 نادي النجمة
- كأس النخبة اللبناني 2014: نادي النجمة 3–1 نادي الصفاء
  - كأس النخبة اللبناني 2015: نادي العهد 1–0 (وقت إضافي) نادي الصفاء
  - كأس النخبة اللبناني 2016: نادي النجمة 1–0 (وقت إضافي) نادي الأنصار
- 2017: نادي النجمة 2–2 (وقت إضافي؛ 6–5 ركلات جزاء ترجيحية) نادي العهد
- 2018: نادي النجمة 1–0 نادي الإخاء الأهلي عاليه

### النتائج حسب الفريق
| النادي                   | انتصارات | المركز الثاني | إجمالي الظهور |
| ------------------------ | -------- | ------------- | ------------- |
| نادي النجمة              | 11       | 2             | 13            |
| نادي العهد               | 5        | 6             | 11            |
| نادي الأنصار             | 2        | 6             | 8             |
| نادي الصفاء              | 2        | 3             | 5             |
| نادي الهومنمن بيروت      | 1        | 0             | 1             |
| التضامن صور              | 0        | 2             | 2             |
| شباب الساحل              | 0        | 1             | 1             |
| نادي الإخاء الأهلي عاليه | 0        | 1             | 1             |

## روابط خارجية
- RSSSF